# Бремя мечты
«Бремя мечты» (англ. Burden of Dreams) — второй фильм документалиста Леса Бланка о немецком режиссёре-экстремале Вернере Херцоге (1982). В нём представлена история самого масштабного проекта Херцога — фильма «Фицкаральдо».
По сюжету «Фицкаральдо», индейцы переносят пароход через крутой холм в джунглях Амазонки, и Херцог был намерен воплотить эту идею в жизнь, не прибегая к каким-либо спецэффектам. «Фицкаральдо» был снят Херцогом с третьей попытки и вовсе не с теми актёрами, которые начинали в нём сниматься. Привыкший делать фильмы об эксцентричных мегаломанах, Херцог в «Бремени мечты» сам оказался в роли главного героя. Всем участникам съёмочной группы, кажется, ясно безумие его затеи, от него отворачиваются даже консультанты, несмотря на заверения о симпатии к индейцам на съёмочной площадке гибнут туземцы — но Херцог не останавливается ни перед чем, чтобы довести проект до конца, ибо в противном случае, по его собственным словам, он будет «конченым человеком… человеком без мечты».
По наблюдению киноэнциклопедии Allmovie, «Бремя мечты» — документ истории кино об одержимости не менее неистовой, чем та, что двигала прототипом героя фильма Херцога — подлинным Фицкаральдо. Лента Бланка была удостоена премии BAFTA им. Р. Флаэрти за кинодокументалистику (1983).